# Rubus malifolius
Rubus malifolius är en rosväxtart som beskrevs av Wilhelm Olbers Focke. Rubus malifolius ingår i släktet rubusar, och familjen rosväxter. Utöver nominatformen finns också underarten R. m. longisepalus.